# Palatinerpeton kraetschmeri
Il palatinerpeton (Palatinerpeton kraetschmeri) è un anfibio estinto, appartenente ai temnospondili. Visse nel Permiano inferiore (circa 298 - 290 milioni di anni fa) e i suoi resti fossili sono stati ritrovati in Germania.

## Descrizione e classificazione
Questo animale era dotato di un grande cranio, fornito di denti aguzzi lungo i margini di mascella e mandibola. Il cranio era piuttosto allungato, ma era sprovvisto delle specializzazioni tipiche di forme più derivate come Eryops. In ogni caso, alcune caratteristiche (come l'insenatura dell'osso squamoso con una sottile lamina e i forami carotidei posti sull'angolo posterolaterale) indicherebbero che Palatinerpeton era un temnospondilo piuttosto derivato, posto alla base del clade Euskelia (Schoch e Witzmann, 2009). 
Palatinerpeton kraetschmeri venne descritto per la prima volta nel 1996, sulla base di un cranio ritrovato nella zona di Mannweiler-Colln (Renania - Palatinato, Germania). 